# Gilles Duport
Gilles Duport fue un religioso y historiador, nacido en Arlés, Francia en 1625 y fallecido en 1690.

## Biografía
Gilles fue doctor en derecho civil y derecho canónico y protonotario apostólico.
Gilles, concluidos sus primeros estudios entró en la Congregación del Oratorio a la edad de 22 años y se ordenó sacerdote, y enseñó humanidades en Mans y más tarde en Aviñón, y salió de la Congregación en 1660.
Gilles escribió una historia de la iglesia de Arlés, sus obispos y monasterios que no es más que un compendio de la obra de Saxi, aumentando, sin embargo, lo concerniente a los prelados que después de la impresión del libro de Saxi gobernaron la iglesia de Arlés.

## Obra
- Arte de predicar
- Historia de la iglesia de Arlés, de sus obispos, y de sus monasterios, 1690, en 12.º
- La retórica francesa, que contiene las principales reglas de la cátedra
- Las excelencias, las utilidades y la necesidad de la oración, París, 1667